# 松久三四彦
松久 三四彦（まつひさ みよひこ、1952年6月26日 - ）は、日本の法学者（民法）。博士（法学）（北海道大学・論文博士・2010年）。北海道大学名誉教授。北海道出身。

## 経歴
略歴は以下のとおり。

### 学歴
- 1971年03月 - 函館ラ・サール高等学校卒業
- 1976年03月 - 北海道大学法学部卒業
- 1979年03月 - 北海道大学大学院法学研究科修士課程修了
- 1981年03月 - 北海道大学大学院法学研究科博士後期課程退学
- 2010年12月 - 博士（法学）（北海道大学）（学位論文「時効制度の構造と解釈」）[5]

### 職歴
- 1981年04月 - 小樽商科大学短期大学部商業学科講師
- 1983年10月 - 小樽商科大学短期大学部商業学科助教授
- 1995年10月 - 金沢大学法学部助教授
- 1991年04月 - 金沢大学法学部教授
- 1994年04月 - 北海道大学法学部教授
- 2000年04月 - 北海道大学大学院法学研究科教授（大学院重点化による改組）
- 2008年04月 - 北海道大学大学院法学研究科法律実務専攻長（2010年3月まで）
- 2010年12月 - 北海道大学大学院法学研究科長・法学部長（2012年12月まで）
- 2015年04月 - 北海道大学退官。同名誉教授。北海学園大学大学院法務研究科教授[6]
- 2017年04月 - 北海学園大学大学院法務研究科長（2021年3月まで）
- 2018年06月 - 適格消費者団体 認定NPO法人 消費者支援ネット北海道4代理事長[7]
- 2024年  3月 - 北海学園大学大学院法務研究科廃止により、北海学園大学大学院法学研究科特任教授

## 恩師
指導教官は、山畠正男。

## 著作

### 単著
- 『時効制度の構造と解釈』（有斐閣，2011年）

### 共著
- （山田卓生・河内宏・安永正昭）『民法Ⅰ―総則』（有斐閣，初版・1987年、第2版・1995年、第3版・2005年、第3版補訂・2007年）
- （奥田昌道・安永正昭）『民法Ⅰ　総則』（悠々社，初版・2005年、第2版・2007年）
- （池田清治・曽野裕夫・藤原正則）『事例で学ぶ民法演習』（成文堂，2014年）

### 共編
- （須加憲子・池田清治・藤原正則）『民法学における古典と革新―藤岡康宏先生古稀記念論文集』（成文堂、2012年）